# Blum (Texas)
Blum es un pueblo ubicado en el condado de Hill en el estado estadounidense de Texas. En el Censo de 2010 tenía una población de 444 habitantes y una densidad poblacional de 170,07 personas por km².

## Geografía
Blum se encuentra ubicado en las coordenadas 32°8′31″N 97°23′50″O / 32.14194, -97.39722. Según la Oficina del Censo de los Estados Unidos, Blum tiene una superficie total de 2.61 km², de la cual 2.56 km² corresponden a tierra firme y (1.88%) 0.05 km² es agua.

## Demografía
Según el censo de 2010, había 444 personas residiendo en Blum. La densidad de población era de 170,07 hab./km². De los 444 habitantes, Blum estaba compuesto por el 95.5% blancos, el 0% eran afroamericanos, el 0% eran amerindios, el 0% eran asiáticos, el 0% eran isleños del Pacífico, el 2.93% eran de otras razas y el 1.58% pertenecían a dos o más razas. Del total de la población el 9.68% eran hispanos o latinos de cualquier raza.